# Paloh Raya (Muara Batu)
Paloh Raya is een bestuurslaag in het regentschap Aceh Utara van de provincie Atjeh, Indonesië. Paloh Raya telt 568 inwoners (volkstelling 2010).